# Bistum Inhambane
Das Bistum Inhambane (lat.: Dioecesis Inhambanianus) ist eine in Mosambik gelegene römisch-katholische Diözese mit Sitz in Inhambane.

## Geschichte
Das Bistum Inhambane wurde am 3. August 1962 durch Papst Johannes XXIII. mit der Apostolischen Konstitution Supremi muneris aus Gebietsabtretungen des Erzbistums Lourenço Marques errichtet. Es ist dem Erzbistum Maputo als Suffraganbistum unterstellt.

## Bischöfe von Inhambane
- Ernesto Gonçalves da Costa OFM, 1962–1974, dann Bischof von Beira
- Alberto Setele, 1975–2006
- Adriano Langa OFM, 2006–2022
- Ernesto Maguengue, seit 2022